# أسد حيدر
أسد بن محمد بن عيسى آل حيدر الأجودي (1908 - 28 أبريل 1985) مؤرخ ديني عراقي شيعي . ولد في النجف ونشأ بها. درس مقدماته فيها ثم انضم إلى الأبحاث العالية على علماء البارزين. كان له ولع بالأدب، واشتغل بالتأليف والبحث، وله عدة مؤلفات في تاريخ الشيعة، وأشهرها مجلد «الإمام الصادق والمذاهب الأربعة» (1965) في أربعة مجلدات التي تعد موسوعة تاريخية عقائدية. توفي في الكويت. اخوانه الشيخ طالب حيدر والحاج منصور حيدر من اعيان مدينة السماوة .

## سيرته
هو أسد بن محمد بن عيسى بن محمد علي بن حيدر المجيراوي، وتعرف أسرته بـآل حيدر. ولأسرته دور بارز في أحداث ثورة العشرين من النجف إلى سوق الشيوخ.

ولد سنة 1327 هـ/ 1908 م في النجف، ونشأ بها. تلقى علومه عن جملة من علمائها، منهم: محمد رضا آل ياسين، وأبو القاسم الخوئي.

برز عالمًا باحثًا، وله دراسات التاريخية والدينية والأدبية. هاجر إلى الكويت وسكنها مرشدًا وداعيًا وخطيباً على المنابر حتى توفي بها يوم 8 شعبان 1405/ 28 أبريل (نيسان) 1985 ونقل جثمانه إلى النجف ودُفن بها.

## شعره
كان أديبًا شاعرًا، وكانت له مراسلات شعرية مع عدد من العلماء، لكنه ليس له ديوان، «قصيدته الوحيدة المتاحة في الرثاء تدل على شاعر يتمثل أصول المرثية موضوعًا وتشكيلاً وإيقاعًا طاغيًا، مع تمكن في الصياغة والنسج، وغلبة للألفاظ القوية والتراكيب الجزلة.» ومن شعره «طواك الردى» يرثي أبو الحسن الأصفهاني:

## آثاره
من مؤلفاته المطبوعة:
- «الإمام الصادق والمذاهب الأربعة»، في أربعة أجزاء، 1965
- «مع الحسين في نهضته»
- «الشيعة في قفص الاتهام»
- «الصحابة في نظر الشيعة الإمامية

ومن آثاره المخطوطة:
- «عائشة والتشريع الإسلامي»
- «تاريخ الكوفة»
- «ثورات العلويين بعد الحسين»
- «أحسن الطلب»
- «أنا والحياة»